# Норвежская саамская ассоциация
Норвежская саамская ассоциация (северносаам. Norgga Sámiid Riikkasearvi, норв. Norske Samers Riksforbund; стандартное сокращение — NSR) — крупнейшая в стране ассоциация, занимающаяся культурной, социальной и информационной деятельностью среди саамов Норвегии.

## История
Ассоциация была учреждена в 1968 году и координировала деятельностью саамских организаций до создания Саамского парламента Норвегии. В настоящее время в структуру ассоциации входят 24 саамских обществ. Ассоциация не зависит от каких-либо политических партий, но сама активно участвует в политической жизни, способствуя в продвижении кандидатов в саамский парламент Норвегии.
Председателями ассоциации в разные годы были Айли Кескитало (2003—2005, 2008—2013), Силье Карине Муотка (2006-2008),  Свен-Роальд Нюстё (1995—1997), Уле Хенрик Магга (1980—1985) и другие.